# Алмали (Ходжалинський район)
Алмали (азерб. Almalı), Хндзрістан (вірм. Խնձրիստան) — село у Ходжалинському районі Азербайджану. Село розташоване на північ від Степанакерта (Ханкенді) та на захід від Аскерана, поруч з селами Іліс, Цахкашат та Хачен.

## Пам'ятки
В селі розташована церква Сурб Аствацацін 1754 р., маслобійня 1782 р., джерело 1893 р., млин 19 ст., церква «Хангац єхці» 12-13 ст., кладовище 12-13 ст. та хачкар 11-12 ст.